# Reacción de Pudovik
Dentro de la química de los organofosforados, la reacción de Pudovik es un método para preparar α-aminometilfosfonatos. En condiciones básicas, el enlace fósforo-hidrógeno (P-H) de un dialquilfosfito, (RO)2P(O)H, se adiciona al doble enlace carbono-nitrógeno (C=N) de una imina (una reacción de hidrofosfonilación):
La reacción está estrechamente relacionada con la reacción de Kabachnik–Fields tricomponente, donde se condensa una amina, un fosfito y un compuesto carbonílico orgánico, que Martin Kabachnik y Ellis Fields reportaron independientemente en 1952. En la reacción de Pudovik, una imina genérica, RCH=NR', reaccionaría con un fosfito, como el dietilfosfito, de la siguiente manera:
{\displaystyle {\ce {RCH=NR' + (EtO)2P(O)H -> (EtO)2P(O)CHR-NHR'}}}
Además de la reacción de Pudovik catalizada por un ácido de Lewis (AlCl3, BF3, SnCl4, ZrCl4...), la reacción se puede llevar a cabo de manera enantioselectiva por aminas quirales, que actúan como bases. Cantidades catalíticas de quinina, por ejemplo, promueven la reacción enantioselectiva de Pudovik de aril aldehídos, lo que junto con otras muchas variantes catalíticas y enantioselectivas de la reacción de Pudovik, permite una herramienta muy interesante en la química de los organofosforados.
La adición de diésteres de ácido H-fosfónico a arilidenalquilaminas o los precursores de la base de Schiff (fácilmente disponibles mediante la condensación de aminas primarias con aldehídos) es una de las rutas sintéticas ampliamente utilizadas para la síntesis de los ácidos α aminofosfónicos.